# Plagiosauridae
Die Plagiosauridae sind eine Familie amphibienähnlicher Tiere aus der Gruppe der Temnospondylen, die im Süß- und Brackwasser lebten. Fossilien, die auf die mittlere und obere Trias datiert wurden, stammen aus Europa und Asien. Ein einzelner Fund liegt aus der Untertrias (Olenekium) von Australien vor (Plagiobatrachus australis).

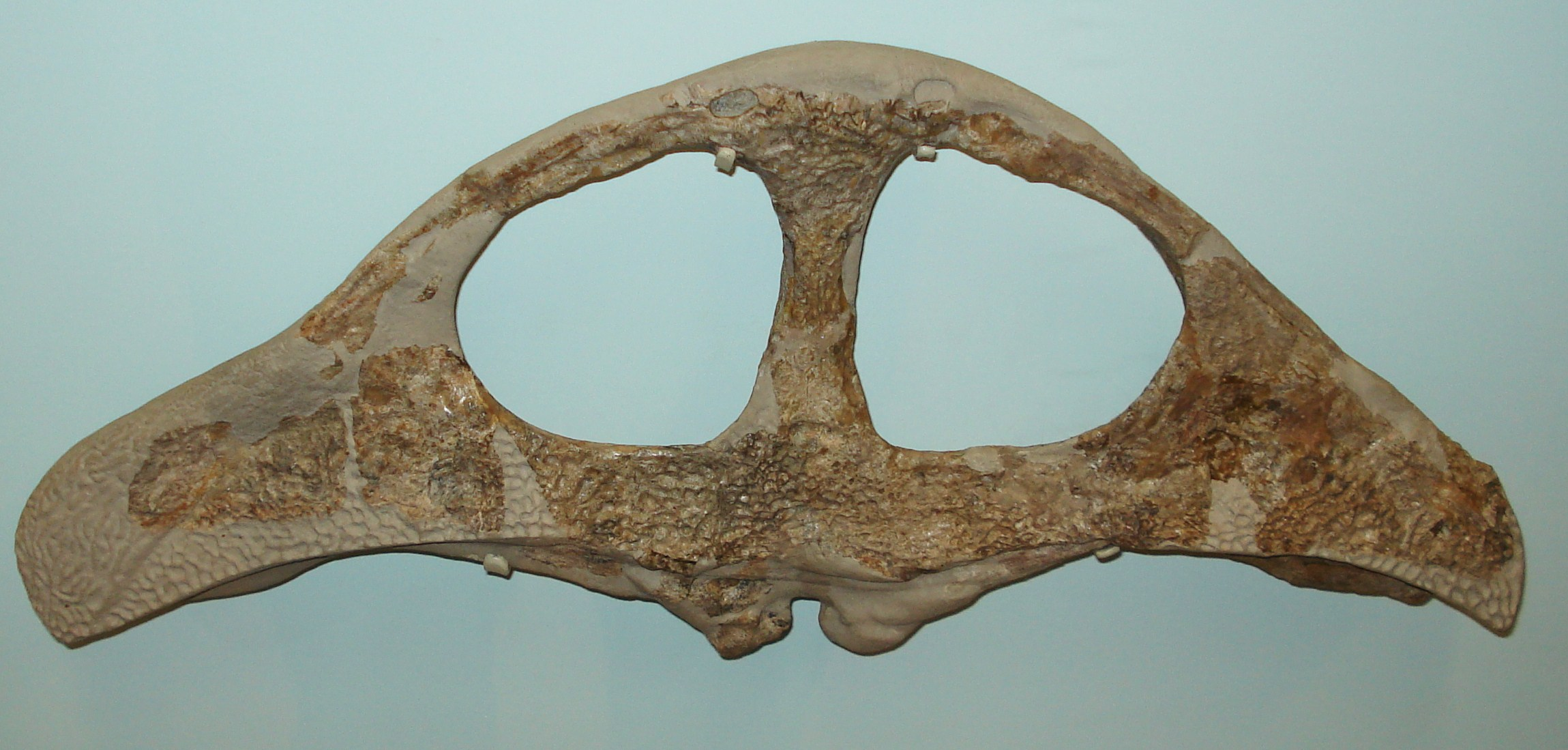
Schädel von Plagiosternum

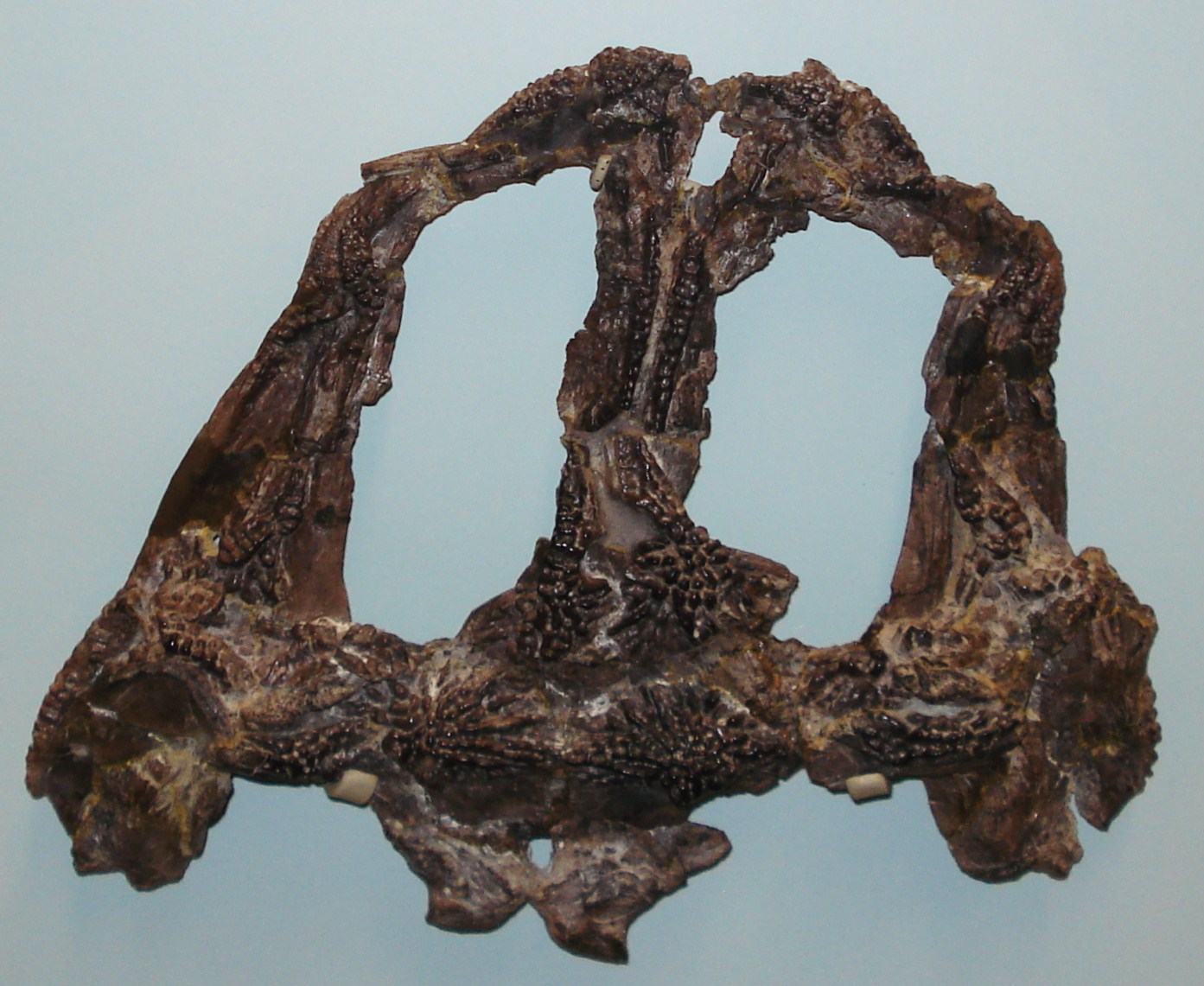
Schädel von Plagiosuchus

## Merkmale
Plagiosaurier erreichten für gewöhnlich Körperlängen von einem bis zwei Metern (maximal 2,5 m) und hatten ungewöhnlich breite und abgeflachte Körper, die selbst bei zwei Meter langen Exemplaren nur wenige Zentimeter hoch waren. Die Schädel waren, von oben gesehen, vorn parabolisch abgerundet und oft viel breiter als lang. Die Orbita waren riesig und nahmen wahrscheinlich, ähnlich wie bei rezenten Schwanzlurchen, neben den Augen kräftige Muskeln auf. Die Schädelknochen waren bei einigen Arten weitgehend reduziert und der Schädel wurde von den riesigen Augen-Muskel-Fenster dominiert. Auf der Schädelunterseite finden sich oft noch Knochenstäbe des Kiemenskeletts. Tiefe Rinnen an ihren Hinterrändern deuten auf Blutgefäße zur Versorgung der Kiemen hin. Plagiosaurier lebten rein aquatisch und hatten innere Kiemen, ähnlich wie die Knochenfische. Ihre Gliedmaßen waren kurz und schwach, Schulter- und Beckengürtel umkonstruiert, um die Flachheit der Tiere zu ermöglichen. Der Rumpf war durch kleine, dachziegelartig übereinander liegende Knochenplatten gepanzert. Sie waren auf ihrer Oberseite durch feine Pusteln gekennzeichnet. Der Rumpfpanzer konnte den Körper vollständig umschlossen haben (z. B. bei Gerrothorax) oder nur eine Plattenreihe über der Wirbelsäule bilden (bei Plagiosuchus). Wegen der schwachen Gliedmaßen vermutet man, dass die Plagiosaurier, ähnlich wie heutige Plattfische, als Lauerjäger den Gewässergrund bewohnten.

## Gattungen
- Gerrothorax
- Melanopelta
- Plagiobatrachus
- Plagiorophus
- Plagioscutum
- Plagiosuchus
- Plagiosternum
- Taphrognathus